# Juhász Vilmos
Juhász Vilmos, született Haas Vilmos (Budapest, 1899. augusztus 2. – New York, 1967. szeptember 29.) kultúrtörténész, író, újságíró, szerkesztő, műfordító, egyetemi tanár.
Kutatási területe: a kereszténység előtti idők összehasonlító vallástörténete.

## Élete és pályafutása

### Életútja 1939-ig
Zsidó származású családban született. Apja, Haas Adolf (a közéletben az Ernő nevet használta), 1914-ben elhunyt; anyja Grün Malvin. Gyáriparos, részvényes és földbirtokos családból származott, amelynek számos tagja a művészetek iránt is fogékony volt, az utóbbiak közül Franz Schreker zeneszerző a legkiemelkedőbb. Középiskolai tanulmányait a budapesti Markó utcai gimnáziumban végezte. Osztályfőnöke, Benedek Marcell, valamint iskolatársai erős hatással voltak életszemléletére. Legszorosabb fiatalkori baráti köréhez tartozott Szabolcsi Bence, Sárközi György, Sárközi Márta, Vágó Márta, Horváth Zoltán, a szerzetesi hivatású Szedő László és Szedő Dénes. A Szedő fivérek, valamint fokozatos mértékben Christianus Mária, aki 1924-től hitvese, döntő szerepet játszottak vallásos hitének kialakulásában.
A családi elvárásoknak eleget téve egyetemi tanulmányait a jogi karon kezdte, azonban a tárgy iránt való lelkesedésének hiányában rövidesen megszakította. Végül is a szegedi egyetemen összehasonlító vallástörténetből doktorált (summa cum laude). Christianus Mária apja, Róbert, Ausztriában született, Mária anyja oldaláról szintén túlnyomóan osztrák eredetű, azonban anyanyelve és tanulmányi nyelve magyar.
Mária Juhász Vilmossal való házasságától kezdve férjének munkatársa volt, az írásban segédkezett; habár mint szerző nem szerepel a könyveken, minden művet részletekig menően közösen tárgyaltak meg. Szabolcsi Bence apósa, Győző Andor, aki egy tekintélyes könyvkiadó-vállalat tulajdonosa volt, lehetőséget adott Vilmosnak, hogy egy lexikonsorozat szerkesztésében, így a cikkek írásában is részt vegyen. A Színészeti lexikonban közzétett, a tánc és színjátszás őskorával foglalkozó, mélyreható tanulmányára, amelyben kifejti e műfajok szimbolikájáról alkotott elméletét, külföldön is felfigyeltek.
Juhász Vilmost a szellem- és társadalomtudományok és a művészetek számos ága szenvedélyesen lekötötte, olvasottsága, tevékenységi köre, munkabírása egyaránt rendkívüli volt, így például még fiatal korában részt vett Fettich Nándor régész feltárási munkájában, tudományos-fantasztikus regényt írt, költeményeket szerzett, lektorált, stb. Ez a kivételes sokoldalúság menthetetlenül azzal járt, hogy tehetsége bizonyos fokig elaprózódott, könyvei, habár eredeti meglátásokban gazdagok és nagy tárgyi felkészültségről tanúskodnak, nagyrészt ismeretterjesztő szinten maradnak. Ezzel a problémával természetesen ő maga is tisztában volt. Az első évtizedek küzdelmei után némi anyagi függetlenséget kezdett élvezni és szerzői neve biztosította egy adott mű megjelenését. Nagy vallástörténeti munkája már szakirodalmi igényű.

### 1939–1945 közt
Közbejöttek azonban a világesemények. Az Anschluss személyes csapást is jelentett a családnak; az országra nehezedő náci nyomás egyre fokozódott. 1939-ben Juhász Vilmost behívták katonai szolgálatra az 1-es huszárokhoz, a feladat: a lengyel „hadifoglyok” őrzése volt. A hatóságok a valóságban szemet hunytak, hogy a lengyelek elhagyják Magyarországot és a szolgálat véget ért. Juhász Vilmos ekkor negyvenedik évét betöltötte, most már 1944-ig nem hívták be. A nemzetiszocializmus uralomra jutása, majd a háború arra késztették, hogy képességeit latba vesse a béke, szabadság és demokrácia védelmében. Mint az Az Újság politikai rovatvezetője, a lehetőségek szerint igyekezett az olvasó számára tárgyilagos képet adni.
A zsidótörvények által érintett katolikusok védelmére alakult Szent Kereszt Egyesületnek egyik vezető tagja volt. Igen sikeres Nyersanyagháború c. művének célja, hogy nyilvánvalóvá váljék: a tengelyhatalmak nem nyerhetik meg a háborút. A Nagy Hódítók (1942) azt igyekezett kimutatni, hogy a történelem bizonyítéka szerint a Hitlerhez hasonló diktátorok menthetetlenül saját vesztükbe rohannak. Mint a Dante könyvkiadó irodalmi igazgatója, progresszív szellemű szerzők műveinek kiadását segítette elő. Az 1944-es német megszállás mind e tevékenységnek hamarosan véget vetett. Munkatáborba hívták be. Ezekben az időkben, beleértve a Szálasi rezsim hónapjait, Juhász Vilmosné halált megvető bátorsággal segítette, védte az üldözötteket; olykor még nyilaskeresztes katonák is meghátráltak előtte. Vilmosnak sikerült elmenekülnie a munkatáborból, a nyilaskeresztes hatalom megdöntéséig a Szociális Testvérek zárdájának padlásán talált menedéket.

### 1945–1949 közt itthon
Bár a szűkebb értelemben vett család tagjainak sikerült a háborút túlélni, a német megszállás és nyilas uralom borzalmai óriási megrázkódtatásokkal jártak, rettenetes csapást mértek rájuk. A barátok közül Sárközi György, Szerb Antal, Kepes József, Kecskeméti György estek áldozatul, Szabolcsi Bence egyetlen gyermekét meggyilkolták. Mindennek ellenére a szövetségesek győzelme felkeltette a jövőbe vetett reményeket. Vilmos először hitt abban, hogy közreműködhet egy új, demokratikus jogállam megteremtésében. Vállalta a Szabad Szó politikai rovatának vezetését, Sík Sándorral szerkesztette az újraindított Vigilia folyóiratot, a szegedi tudományegyetemen magántanár volt, az Új Idők társszerkesztője. Ám a Rákosi korszak egyre inkább ellenzékbe szorította és megnehezítette munkásságát. A Katolikus Szabadegyetem előadójaként ékesszólóan és rendkívüli bátorsággal emelte fel szavát a rendszer túlkapásai ellen.
1948 őszén a tekintélyelvű hatalom kampányt indított Mindszenty József hercegprímás ellen, aki annak szemében az ellenállás jelképévé vált, minden közéletben szerepet játszó vallásilag elkötelezett személy gyanúba került; Juhász Vilmost figyelték, mégpedig olyan ügyetlenül, hogy mikor felvette a telefont, egy alkalommal az ÁVH jelentkezett.

### Emigrációban
A békés ellenállás lehetetlenné vált. Ő úgy látta, hogy az ügyet, amelyet képviselt, eredményesebben védhetné külföldről. Steven Koczak amerikai diplomata segítségével családjával Bécsbe, majd Salzburgba emigrált. Hotelszobája valóságos hírügynökség volt; az eminens újságírók között, akiket rendszeresen tájékoztatott, megemlíthető Simon Bourgin, a Time és George Weller, a Chicago Daily News munkatársai.
1950-ben megbízást kapott, hogy a vatikáni szentévi kiállítás vasfüggöny mögötti nemzeteket ismertető részének rendezésében közreműködjék. Olaszországi tartózkodása alatt egyszersmind társszerkesztője volt a Katolikus Szemlének. A szentév elmúltával az Amerikai Egyesült Államokba emigrált. Ettől kezdve fő tevékenysége a Szabad Európa Bizottság keretében alakult ki, annak sajtóosztályán dolgozott mint szerkesztő, majd a Nemzetközi Tanácsadó Testület tervtanácsadója; ő irányította a magyar részét annak a könyvküldő akciónak, amely céljául tűzte ki, hogy a vasfüggöny mögötti országok értelmisége megismerkedjék a kortárs nyugati szellem alkotásaival.
1959-től a Columbia Egyetemen magyar kultúrtörténetet adott elő és 1964-től a Széchényi Irodalmi Kör tisztelt és szeretett tanára volt.
1967 nyarán agyembóliát kapott. Állapota először javulni látszott, azonban rövid időn belül a rohamok egész sorozata következett. 1967. szeptember 29-én hunyt el New Yorkban.

## Családja
Felesége: Christianus Mária (1898-1993).
Gyermekei: Ferenc (1925–1977), nyelvész; László (1929–), irodalomtudós; József (1938–), pszichológus.

## Főbb munkái
- Hősök, tudósok, emberek (Kovács Györggyel), 1-2 kötet, Budapest, 1934
- Amerikai Egyesült Államok, Budapest, 1934
- A Fejedelem, Budapest, 1936
- Az inkák birodalma, Budapest, 1936
- Tibet, Budapest, 1936
- Világtörténet, Budapest, 1940
- Nyersanyagháború, Budapest, 1940
- Nagy hódítók, Budapest, 1942
- Megváltás felé, vallástörténet, a nem keresztény világ, Budapest, 1942
- Bartók's years in America, Yehudi Menuhin előszavával, New York, 1954 (2. kiad. Washington D.C., 1981)
- Hungarian social science reader. 1945–1963. München : Printed by Heller & Molnár, 1965

### Lexikonszerkesztései
- (szerk.) Németh Antal: Színészeti lexikon I–II. Színjátszás, színpadművészet, rendezés, film, tánc, varieté, színészies népszokások, Győző Andor Kiadása, Budapest, 1930
- Irodalmi lexikon. Szerk. Benedek Marcell. Budapest: Győző Andor kiadása. 1927.
- Új lexikon. A tudás és a gyakorlati élet egyetemes enciklopédiája. Szerk. Dormándi László, Juhász Vilmos. Budapest, Dante-Pantheon, 1936.
- (szerk.) Juhász Vilmos: Révai kétkötetes lexikona I–II., Révai Irodalmi Intézet, Budapest, 1947–1948

## Díjak
- Pápai érdemrend az 1950-es szentévi kiállítás rendezésében kifejtett tevékenységének elismeréseként, olasz állami érdemrend